# 1993-as Eurovíziós Dalfesztivál
Az 1993-as Eurovíziós Dalfesztivál volt a harmincnyolcadik Eurovíziós Dalfesztivál, melynek az írországi Millstreet adott otthont. A helyszín a millstreeti Green Glens Arena volt.

## A résztvevők
Visszalépett a versenytől a Jugoszláv Szövetségi Köztársaság.
Először rendeztek a verseny történetében elődöntőt. Április 3-án Ljubljanában tartották a Kvalifikacija za Millstreet nevű versenyt, melyen hét csatlakozni kívánó európai ország vett részt, köztük Magyarország is. A magyar induló Szulák Andrea volt, akit a Magyar Televízió szakmai zsűrije jelölt ki erre a feladatra.
A nagyon szoros szavazás után a három egykori jugoszláv tagország, Bosznia-Hercegovina, Horvátország és Szlovénia csatlakozhatott a mezőnyhöz. Így a döntőben rekordnak számító 25 dal versenyzett. Ezt a megoldást az EBU csak ideiglenesnek tervezte – mivel hosszú távon igazságtalan lett volna –, így többször nem is alkalmazták. A következő évtől bevezetett kieséses rendszernek köszönhetően az 1994-es versenyen mindegyik itt kieső ország részt vehetett.
Harmadszor vett részt a versenyen a dán Tommy Seebach. Az osztrák Tony Wegas pedig 1992 után sorozatban másodszor versenyzett. Ugyancsak másodszor csatlakozott a mezőnyhöz a finn Katri Helena, ő azonban 14 év után; korábban az 1979-es versenyen képviselte hazáját.

## A verseny
A versenynek a mindössze 1.500 lakost számláló Millstreet adott otthont. Ez a verseny történetében a legkisebb város, amely megrendezte a versenyt. A Green Glens Arena, mely a város jól felszerelt díjugrató-pályájához tartozott, azonban tökéletesen megfelelt a verseny helyszínéül. Az ír RTÉ tévé szponzorok segítségével fejlesztette a környék infrastruktúráját, hogy alkalmassá tegye azt egy ilyen nagy horderejű rendezvény lebonyolítására.
A belga énekesnő, Barbara Dex ugyan az utolsó helyen végzett, előadása mégis emlékezetes maradt. Dex egy saját kézzel varrott, halványzöld ruhában adta elő dalát, mely sokak szerint a verseny történetének legrondább fellépőruhája volt. Ezután egy díjat is elneveztek az énekesnőről: a Barbara Dex-díjat minden évben a legrosszabbul öltözött énekesnek ítélik oda a szavazók. (lásd: Külső hivatkozások)
A ljubljanai előválogató és a millstreeti verseny is Magyarországon élőben volt látható az MTV 1-en, annak ellenére, hogy Szulák Andrea nem jutott ki a nemzetközi versenyre. A közvetítés kommentátora Vágó István volt.

## A szavazás
A szavazási rendszer megegyezett az 1980-as versenyen bevezetettel. Minden ország a kedvenc 10 dalára szavazott, melyek 1-8, 10 és 12 pontot kaptak. A szóvivők növekvő sorrendben hirdették ki a pontokat.
A szavazás során meleg taps fogadta a háború sújtotta Bosznia-Hercegovina bejelentkezését.
Az első próbálkozás alkalmával nem sikerült elérni a máltai zsűrit, és csak később tudták felvenni velük a kapcsolatot, így ők zárták az izgalmasan alakuló szavazást. Meglepődést váltott ki a közönségből a Luxemburgnak adott tíz pont, hiszen így a nagyhercegség az utolsó helyről került el. Málta végül 12 pontot adott Írországnak és nullát a második Egyesült Királyságnak, így a házigazda nyert. Fordított esetben a brit dal nyert volna egy pont előnnyel. Az ír dal így mindegyik zsűritől kapott pontot. Ez utoljára az 1986-ban győztes belga dalnak sikerült.
Írország sorozatban másodszor, összesen az ötödik alkalommal nyerte meg a versenyt. Az Egyesült Királyság pedig sorozatban másodszor, összesen már a tizennegyedik alkalommal végzett a második helyen.

## Eredmények
| #  | Ország              | Nyelv               | Előadó                            | Dal                        | Magyar fordítás              | Helyezés | Pontszám |
| -- | ------------------- | ------------------- | --------------------------------- | -------------------------- | ---------------------------- | -------- | -------- |
| 1  | Olaszország         | olasz               | Enrico Ruggeri                    | Sole d’Europa              | Európa Napja                 | 12.      | 45       |
| 2  | Törökország         | török               | Burak Aydos                       | Esmer yarim                | Barna kedvesem               | 21.      | 10       |
| 3  | Németország         | német               | Münchener Freiheit                | Viel zu weit               | Túl messze                   | 18.      | 18       |
| 4  | Svájc               | francia             | Annie Cotton                      | Moi, tout simplement       | Egyszerűen én                | 3.       | 148      |
| 5  | Dánia               | dán                 | Tommy Seebach                     | Under stjernerne på himlen | Az ég csillagai alatt        | 22.      | 9        |
| 6  | Görögország         | görög               | Katerina Garbi                    | Ellada, chora tou fotos    | Görögország, a fények földje | 9.       | 64       |
| 7  | Belgium             | holland             | Barbara                           | Iemand als jij             | Valaki olyan, mint Te        | 25.      | 3        |
| 8  | Málta               | angol               | William Mangion                   | This Time                  | Ez alkalommal                | 8.       | 69       |
| 9  | Izland              | izlandi             | Inga                              | Þá veistu svarið           | Akkor majd tudod a választ   | 13.      | 42       |
| 10 | Ausztria            | német               | Tony Wegas                        | Maria Magdalena            | Mária Magdolna               | 14.      | 32       |
| 11 | Portugália          | portugál            | Anabela                           | A cidade (até ser dia)     | A város (hajnalig)           | 10.      | 60       |
| 12 | Franciaország       | francia, korzikai   | Patrick Fiori                     | Mama Corsica               | Mama Korzika                 | 4.       | 121      |
| 13 | Svédország          | svéd                | Arvingarna                        | Eloise                     | Alojzia                      | 7.       | 89       |
| 14 | Írország            | angol               | Niamh Kavanagh                    | In Your Eyes               | Szemeidben                   | 1.       | 187      |
| 15 | Luxemburg           | francia, luxemburgi | Modern Times                      | Donne-moi une chance       | Adj nekem egy esélyt         | 20.      | 11       |
| 16 | Szlovénia           | szlovén             | 1xBand                            | Tih deževen dan            | Egy csendes, esős nap        | 22.      | 9        |
| 17 | Finnország          | finn                | Katri Helena                      | Tule luo                   | Gyere hozzám                 | 17.      | 20       |
| 18 | Bosznia-Hercegovina | bosnyák             | Fazla                             | Sva bol svijeta            | A világ minden fájdalma      | 16.      | 27       |
| 19 | Egyesült Királyság  | angol               | Sonia                             | Better the Devil You Know  | Jobb az ismert rossz         | 2.       | 164      |
| 20 | Hollandia           | holland             | Ruth Jacott                       | Vrede                      | Béke                         | 6.       | 92       |
| 21 | Horvátország        | horvát, angol       | Put                               | Don’t Ever Cry             | Soha ne sírj                 | 15.      | 31       |
| 22 | Spanyolország       | spanyol             | Eva Santamaría                    | Hombres                    | Férfiak                      | 11.      | 58       |
| 23 | Ciprus              | görög               | Kiriákosz Zimvulákisz és van Beke | Mi sztamatász              | Ne hagyd abba                | 19.      | 17       |
| 24 | Izrael              | héber, angol        | Sarah’le Saron & The Shiru Group  | Siru                       | Énekeljetek!                 | 24.      | 4        |
| 25 | Norvégia            | norvég              | Silje Vige                        | Alle mine tankar           | Minden gondolatom            | 5.       | 120      |

## Ponttáblázat
|                     | Zsűrik      | Zsűrik      | Zsűrik      | Zsűrik | Zsűrik | Zsűrik      | Zsűrik  | Zsűrik | Zsűrik   | Zsűrik     | Zsűrik        | Zsűrik     | Zsűrik   | Zsűrik    | Zsűrik    | Zsűrik     | Zsűrik       | Zsűrik             | Zsűrik    | Zsűrik       | Zsűrik        | Zsűrik | Zsűrik | Zsűrik   | Zsűrik | Zsűrik |
| Össz                | Olaszország | Törökország | Németország | Svájc  | Dánia  | Görögország | Belgium | Izland | Ausztria | Portugália | Franciaország | Svédország | Írország | Luxemburg | Szlovénia | Finnország | Bosznia 1998 | Egyesült Királyság | Hollandia | Horvátország | Spanyolország | Ciprus | Izrael | Norvégia | Málta  |        |
| ------------------- | ----------- | ----------- | ----------- | ------ | ------ | ----------- | ------- | ------ | -------- | ---------- | ------------- | ---------- | -------- | --------- | --------- | ---------- | ------------ | ------------------ | --------- | ------------ | ------------- | ------ | ------ | -------- | ------ | ------ |
| Olaszország         | 45          |             |             |        | 1      |             |         |        |          |            | 10            | 5          |          |           | 10        |            | 8            |                    |           | 2            |               | 2      |        |          |        | 7      |
| Törökország         | 10          |             |             |        |        |             |         |        | 1        |            |               |            |          |           |           |            |              | 2                  |           |              | 1             | 6      |        |          |        |        |
| Németország         | 18          | 8           |             |        | 2      | 3           |         |        |          |            |               |            |          | 4         |           |            |              |                    |           | 1            |               |        |        |          |        |        |
| Svájc               | 148         | 10          |             | 12     |        | 10          | 7       | 8      | 4        | 6          | 1             | 12         | 6        | 7         | 12        | 8          | 4            |                    | 10        | 8            | 2             | 3      | 6      | 4        | 3      | 5      |
| Dánia               | 9           |             |             |        |        |             |         |        |          |            |               |            | 1        |           | 3         |            |              | 5                  |           |              |               |        |        |          |        |        |
| Görögország         | 64          | 2           | 2           | 2      |        |             |         |        |          |            |               | 7          |          |           |           |            | 6            |                    |           | 5            |               | 8      | 12     | 7        | 7      | 6      |
| Belgium             | 3           |             |             | 3      |        |             |         |        |          |            |               |            |          |           |           |            |              |                    |           |              |               |        |        |          |        |        |
| Málta               | 69          | 7           | 5           | 4      | 7      | 5           | 5       |        |          | 4          | 2             | 2          | 4        | 2         |           |            |              | 4                  | 6         |              | 4             | 4      | 1      | 3        |        |        |
| Izland              | 42          |             |             |        |        | 4           | 4       |        |          | 1          |               |            | 7        | 1         |           | 5          |              |                    | 2         | 7            | 5             |        | 2      | 2        | 2      |        |
| Ausztria            | 32          |             | 4           |        |        |             | 1       | 3      |          |            |               | 3          |          | 6         |           |            |              | 12                 | 3         |              |               |        |        |          |        |        |
| Portugália          | 60          |             |             | 1      |        | 1           | 2       |        | 2        | 5          |               | 8          | 2        |           | 4         |            | 2            |                    | 1         | 12           |               | 12     | 3      |          | 5      |        |
| Franciaország       | 121         |             | 7           |        | 4      | 12          | 3       |        | 8        | 7          | 12            |            | 8        | 10        | 6         | 4          | 1            |                    | 4         | 3            | 8             |        | 10     | 8        | 6      |        |
| Svédország          | 89          |             |             | 8      | 8      | 7           |         | 10     | 7        | 10         | 4             |            |          |           | 5         | 6          | 7            |                    | 7         |              |               |        |        | 10       |        |        |
| Írország            | 187         | 12          | 1           | 5      | 12     | 6           | 6       | 2      | 3        | 8          | 6             | 10         | 12       |           | 7         | 12         | 3            | 8                  | 12        | 10           | 6             | 10     | 7      | 5        | 12     | 12     |
| Luxemburg           | 11          |             |             |        |        |             |         |        |          |            |               |            |          |           |           | 1          |              |                    |           |              |               |        |        |          |        | 10     |
| Szlovénia           | 9           | 4           |             |        |        |             |         |        |          |            |               |            | 3        |           |           |            |              | 1                  |           |              |               |        |        |          |        | 1      |
| Finnország          | 20          |             | 3           |        |        |             | 8       |        | 5        |            |               |            |          |           | 2         |            |              |                    |           |              |               |        |        |          |        | 2      |
| Bosznia-Hercegovina | 27          | 3           | 12          |        |        |             |         | 1      |          |            |               | 4          |          | 3         |           |            |              |                    |           |              |               |        |        |          |        | 4      |
| Egyesült Királyság  | 164         | 1           | 8           | 6      | 5      | 8           |         | 12     | 12       | 12         | 7             | 6          | 10       | 8         | 8         | 10         | 5            | 3                  |           | 4            | 10            | 5      | 4      | 12       | 8      |        |
| Hollandia           | 92          | 6           | 6           | 7      |        |             |         | 7      | 6        | 3          |               |            | 5        | 12        |           | 7          |              | 10                 |           |              | 3             | 7      |        |          | 10     | 3      |
| Horvátország        | 31          |             |             |        | 3      |             |         | 4      |          |            | 5             |            |          |           |           |            |              |                    | 8         |              |               | 1      |        | 6        | 4      |        |
| Spanyolország       | 58          | 5           |             |        | 6      |             |         | 5      |          | 2          |               |            |          |           |           | 2          | 10           | 6                  |           |              | 7             |        | 5      | 1        | 1      | 8      |
| Ciprus              | 17          |             |             |        |        | 2           | 10      |        |          |            |               |            |          |           |           |            |              |                    | 5         |              |               |        |        |          |        |        |
| Izrael              | 4           |             |             |        |        |             |         |        |          |            | 3             | 1          |          |           |           |            |              |                    |           |              |               |        |        |          |        |        |
| Norvégia            | 120         |             | 10          | 10     | 10     |             | 12      | 6      | 10       |            | 8             |            |          | 5         | 1         | 3          | 12           | 7                  |           | 6            | 12            |        | 8      |          |        |        |

Technikai problémák miatt Málta pontjait jelentették be utoljára.

## Térkép

Részt vevő országok
Az előválogatón kiesett országok
Országok, melyek korábban részt vettek, de ebben az évben nem

## 12 pontos országok
| Darab | 12 pontos ország                                      |
| ----- | ----------------------------------------------------- |
| 7     | Írország                                              |
| 4     | Egyesült Királyság                                    |
| 3     | Svájc, Norvégia                                       |
| 2     | Portugália, Franciaország                             |
| 1     | Görögország, Ausztria, Bosznia-Hercegovina, Hollandia |

## Visszatérő előadók
| Előadó        | Ország     | Előző év(ek) |
| ------------- | ---------- | ------------ |
| Tommy Seebach | Dánia      | 1979, 1981   |
| Tony Wegas    | Ausztria   | 1992         |
| Katri Helena  | Finnország | 1979         |

## Kvalifikacija za Millstreet
Kvalifikacija za Millstreet nevet viselte az 1993-as Eurovíziós Dalverseny előválogatója. Ez a csatlakozni kívánó kelet-európai országok számára tartott elődöntő volt. 1993. április 3-án tartották Szlovénia fővárosában, Ljubljanában. Hét ország vett részt, melyek közül három jutott ki az írországi döntőre.
A magyar versenyző Szulák Andrea volt az Árva reggel című dallal. A zenekar karmestere a szlovén Petar Ugrin volt. 
A bevezetett kieséses rendszernek köszönhetően mind a hét ország részt vehetett az 1994-es Eurovíziós Dalfesztiválon.

### Eredmények
| #  | Ország              | Nyelv         | Előadó          | Dal                         | Magyar fordítás                  | Helyezés | Pontszám |
| -- | ------------------- | ------------- | --------------- | --------------------------- | -------------------------------- | -------- | -------- |
| 01 | Bosznia-Hercegovina | bosnyák       | Fazla           | Sva bol svijeta             | A világ minden fájdalma          | 2.       | 52       |
| 02 | Horvátország        | horvát, angol | Put             | Don’t Ever Cry              | Soha ne sírj                     | 3.       | 51       |
| 03 | Észtország          | észt          | Janika Sillamaa | Muretut meelt ja südametuld | Gondtalan elme és a szív lángjai | 5.       | 47       |
| 04 | Magyarország        | magyar        | Szulák Andrea   | Árva reggel                 | —                                | 6.       | 44       |
| 05 | Románia             | román         | Dida Drăgan     | Nu pleca                    | Ne menj el                       | 7.       | 38       |
| 06 | Szlovénia           | szlovén       | 1xBand          | Tih deževen dan             | Egy csendes esős nap             | 1.       | 54       |
| 07 | Szlovákia           | szlovák       | Elán            | Amnestia na neveru          | Az amnesztiától a hűtlenségig    | 4.       | 50       |

### Ponttáblázat
|                     | Zsűrik       | Zsűrik       | Zsűrik     | Zsűrik       | Zsűrik  | Zsűrik    | Zsűrik    | Zsűrik |
| Össz                | Bosznia 1998 | Horvátország | Észtország | Magyarország | Románia | Szlovénia | Szlovákia |        |
| ------------------- | ------------ | ------------ | ---------- | ------------ | ------- | --------- | --------- | ------ |
| Bosznia-Hercegovina | 52           |              | 5          | 8            | 10      | 10        | 7         | 12     |
| Horvátország        | 51           | 10           |            | 6            | 12      | 7         | 8         | 8      |
| Észtország          | 47           | 6            | 8          |              | 8       | 6         | 12        | 7      |
| Magyarország        | 44           | 7            | 6          | 12           |         | 8         | 6         | 5      |
| Románia             | 38           | 5            | 12         | 5            | 5       |           | 5         | 6      |
| Szlovénia           | 54           | 8            | 7          | 10           | 7       | 12        |           | 10     |
| Szlovákia           | 50           | 12           | 10         | 7            | 6       | 5         | 10        |        |